# شوفوگ
شوفوگ (به آلمانی: Schöfweg) یک شهر در آلمان است که در بایرن واقع شده‌است.

## خصوصیات
شوفوگ ۱۵٫۹۰ کیلومترمربع مساحت دارد ۷۷۲ متر بالاتر از سطح دریا واقع شده‌است.